# Sciuro-hypnum pulchellum
Sciuro-hypnum pulchellum là một loài Rêu trong họ Brachytheciaceae. Loài này được (Broth. & Paris) Ochyra & Żarnowiec mô tả khoa học đầu tiên năm 2003.